# ヴァイオリンソナタ第1番 (シューマン)
ヴァイオリンソナタ第1番 イ短調 作品105は、ロベルト・シューマンが作曲した1番目のヴァイオリンソナタ。

## 概要
1850年にシューマンはデュッセルドルフ市の音楽監督に就任し、同じ時期にチェロ協奏曲や交響曲第3番などが次々と作曲され、1851年には交響曲第4番を改訂するなど常に多忙をきわめていた。
ヴァイオリンソナタ第1番は、ハンブルク出身のヴァイオリニスト、フェルディナンド・ダヴィッドに促されて、1851年の9月12日から16日の短期間で作曲され、12日から14日まで作曲を続け、15日にほぼ終了し、16日には全曲が完成した。
初演はシューマンのライプツィヒ最後の訪問となった1852年3月9日に、ロイス公爵邸での夕食会の後に、ダヴィットとクララによって初見で行われた。また翌日の3月10日にヘルテル博士の邸宅で、プライヴェートで行われている。公開初演は同年の3月21日に、ゲヴァントハウスのマチネ公演でダヴィットとクララによって行われた。楽譜はのちに1852年の1月にホフマイスター社から出版された。

## 構成
全3楽章からなり、演奏時間は約15分。
- 第1楽章 情熱的な表現で（アレグロ・アパッショナート）
- 第2楽章 アレグレット
- 第3楽章 生き生きと（アレグロ・コン・ブリオ）

3つの楽章から構成されているが、そこではヴァイオリンとピアノの2つの楽器の持つ表現力と均衡にかなり配慮がなされており、簡潔な書法の中にも、力強さや情熱的なものを感じさせる。第3楽章のコーダで第1楽章の第1主題を回想することによって全曲の統一を図っていることと、第3楽章の主題動機が、前年に作曲された交響曲第3番の第2楽章の中間主題との関連を思わせている点がある。